# Нанов
Нанов (рум. Nanov) — комуна у повіті Телеорман в Румунії. До складу комуни входить єдине село Нанов.
Комуна розташована на відстані 80 км на південний захід від Бухареста, 3 км на північний захід від Александрії, 124 км на схід від Крайови.

## Населення
За даними перепису населення 2002 року у комуні проживали 3645 осіб.
Національний склад населення комуни:
| Національність | Кількість осіб | Відсоток |
| -------------- | -------------- | -------- |
| румуни         | 3596           | 98,7%    |
| цигани         | 47             | 1,3%     |
| угорці         | 2              | 0,1%     |

Рідною мовою назвали:
| Мова      | Кількість осіб | Відсоток |
| --------- | -------------- | -------- |
| румунська | 3643           | 99,9%    |
| угорська  | 1              | < 0,1%   |
| німецька  | 1              | < 0,1%   |

Склад населення комуни за віросповіданням:
| Релігія       | Кількість осіб | Відсоток |
| ------------- | -------------- | -------- |
| православні   | 3566           | 97,8%    |
| адвентисти    | 48             | 1,3%     |
| бретрени      | 20             | 0,5%     |
| баптисти      | 6              | 0,2%     |
| римо-католики | 2              | 0,1%     |
| атеїсти       | 1              | < 0,1%   |

## Зовнішні посилання
- Дані про комуну Нанов на сайті Ghidul Primăriilor